# Emmanuel Castillon
Emmanuel Louis Jacques André Castillon est un homme politique français né le 28 janvier 1758 à Bolbec (Seine-Maritime) et décédé le 4 novembre 1815 à Yvetot (Seine-Maritime).
Président de l'administration du canton de Sassetot, il est élu député de la Seine-Inférieure au Conseil des Cinq-Cents le 26 germinal an VI.

## Sources
- « Emmanuel Castillon », dans Adolphe Robert et Gaston Cougny, Dictionnaire des parlementaires français, Edgar Bourloton, 1889-1891 [détail de l’édition]